# Скрябин, Василий Александрович
Васи́лий Алекса́ндрович Скря́бин (3 февраля 1922, Котельничский уезд, Вятская губерния — 24 сентября 1993, Нижний Тагил, Свердловская область) — командир отделения противотанковых ружей 1054-го стрелкового полка 301-й стрелковой Сталинской ордена Суворова 2-й степени дивизии 9-го Краснознамённого стрелкового корпуса 5-й ударной армии 1-го Белорусского фронта, младший сержант. Герой Советского Союза.

## Биография
Родился 3 февраля 1922 года в деревне Большое Красавино в крестьянской семье.
Работал слесарем в депо железнодорожной станции Николо-Полома Костромской области.
В Красной Армии с декабря 1941 года. В действующей армии с августа 1942 года.
Командир отделения ПТР 1054-го стрелкового полка младший сержант Василий Скрябин особо отличился 17 апреля 1945 в районе железнодорожной станции Вербиг, где уничтожил четыре вражеских танка и бронетранспортёр. В этом бою боец-бронебойщик был тяжело ранен.
Указом Президиума Верховного Совета СССР от 15 мая 1946 года за образцовое выполнение боевых заданий командования и проявленные при этом мужество и героизм старшему сержанту Скрябину Василию Александровичу присвоено звание Героя Советского Союза с вручением ордена Ленина и медали «Золотая Звезда».
В апреле 1945 года В. А. Скрябин демобилизован. Жил в городе Нижний Тагил Свердловской области.
Последние 14 лет жил в пансионате для ветеранов и инвалидов «Тагильский», куда поступил без наград.
Скончался 24 сентября 1993 года. Похоронен на Центральном городском кладбище в рядах общих могил. Осенью 2009 года перезахоронен на Аллее героев того же кладбища.
Награждён орденом Ленина, орденами Красного Знамени, Отечественной войны 1-й и 2-й степеней, медалями.

## Память

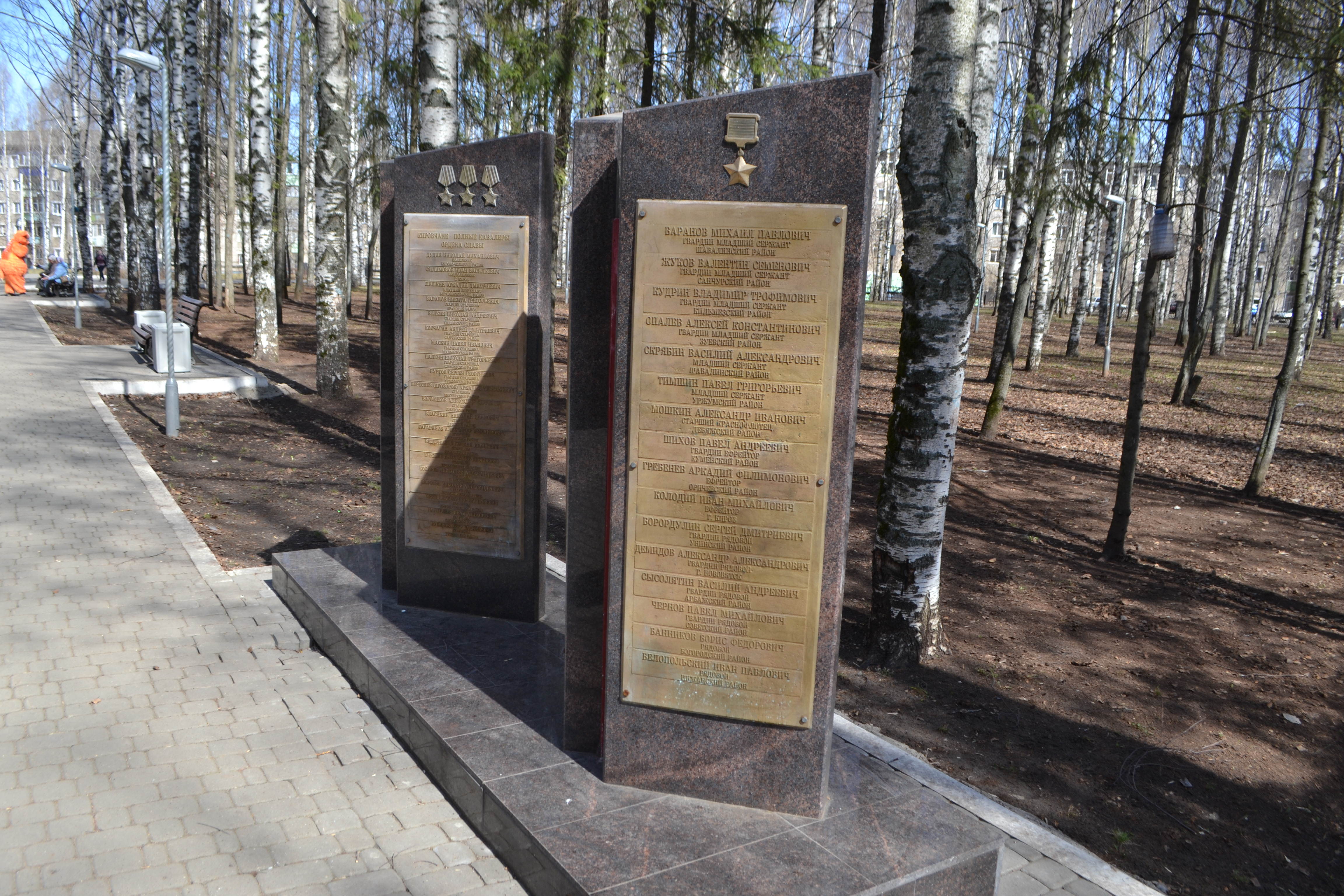
Имя Героя выбито на гранитной стеле на Аллее Славы в парке Победы города Кирова 2019.

- Имя Героя выбито на гранитной стеле на Аллее Славы в парке Победы города Кирова 2019.
- В Нижнем Тагиле, на здании пансионата, где он жил последние годы, установлена мемориальная доска.

## Комментарии
1. ↑  Деревня Харламята (Большое Красавино)[1], относившаяся к Черновской волости Никольского, с 7.12.1920 — Котельничского уезда[2], в последующем входила в состав Ключевского сельсовета Черновского района; не сохранилась, ныне — территория Шабалинского района Кировской области[3].